# سواویتسه
سواویتسه (به لهستانی:  Sławice) یک روستا در لهستان است که در گمینا دانبرووا (استان اوپوله) واقع شده‌است.